# Persone di nome David/Attori
| Questa pagina contiene informazioni ricavate automaticamente dalle voci biografiche con l'ausilio del template Bio e di un bot. L'aggiornamento è periodico e automatico e ricostruisce completamente la pagina. Se manca una persona in questa lista, sei pregato di non aggiungerla, ma accertati piuttosto che la sua voce biografica contenga il template Bio e che i dati anagrafici siano correttamente compilati. Se il template Bio manca, inseriscilo tu stesso o, in alternativa, metti l'avviso {{tmp\|Bio}} che ne segnala la mancanza. Se i dati riportati sono sbagliati, correggi direttamente la voce biografica; le modifiche saranno visibili in questa lista entro pochi giorni. Per chiarimenti vedi il progetto antroponimi. La lista contiene solo le 255 persone che sono citate nell'enciclopedia e per le quali è stato implementato correttamente il template Bio. Pagina aggiornata al 6 ago 2025. |

Questa è una lista di persone presenti nell'enciclopedia che hanno il nome David e sono attori.

## A(11)
- David Ackroyd, attore statunitense (Orange, n. 1940)
- Sinbad, attore e comico statunitense (Benton Harbor, n. 1956)
- David Ajala, attore britannico (Londra, n. 1986)
- David Alpay, attore e produttore televisivo canadese (Toronto, n. 1980)
- David Alvarez, attore, cantante e ballerino canadese (Montréal, n. 1994)
- David Anders, attore statunitense (Grants Pass, n. 1981)
- David Arkin, attore statunitense (Los Angeles, n. 1941 - Los Angeles, † 1991)
- David Arnott, attore, doppiatore e sceneggiatore statunitense (1963)
- David Arquette, attore e wrestler statunitense (Winchester, n. 1971)
- David Ashton, attore, scrittore e conduttore radiofonico scozzese (Greenock, n. 1941)
- Dave Attell, attore e comico statunitense (Queens, n. 1965)

## B(29)
- David Bailie, attore sudafricano (Springs, n. 1937 - † 2021)
- David Aaron Baker, attore statunitense (Durham, n. 1963)
- David Bamber, attore britannico (Walkden, n. 1954)
- David Barrera, attore statunitense (San Juan, n. 1968)
- David Alan Basche, attore statunitense (Hartford, n. 1968)
- David Battley, attore e comico britannico (Battersea, n. 1935 - Londra, † 2003)
- Dave Bautista, attore e ex wrestler statunitense (Washington, n. 1969)
- David Bedella, attore e cantante statunitense (Chicago, n. 1962)
- David Bennent, attore svizzero (Losanna, n. 1966)
- David Berman, attore statunitense (Los Angeles, n. 1973)
- David Berry, attore australiano (Toronto, n. 1984)
- David Birney, attore statunitense (Washington, n. 1939 - Santa Monica, † 2022)
- David Blue, attore statunitense (Long Island, n. 1982)
- David Boat, attore e doppiatore statunitense
- Dave Bonawits, attore, direttore della fotografia e editore statunitense
- David Boreanaz, attore e produttore televisivo statunitense (Buffalo, n. 1969)
- JR Bourne, attore canadese (Toronto, n. 1970)
- David Bowe, attore statunitense (Los Angeles, n. 1964)
- David Bradley, attore britannico (York, n. 1942)
- David Bradley, attore britannico (Barnsley, n. 1953)
- David Brenner, attore e umorista statunitense (Filadelfia, n. 1936 - New York, † 2014)
- David Brian, attore statunitense (New York, n. 1914 - Sherman Oaks, † 1993)
- David Allen Brooks, attore statunitense (Los Angeles, n. 1947)
- David Bruce, attore statunitense (Kankakee, n. 1914 - Hollywood, † 1976)
- David Burke, attore britannico (Liverpool, n. 1934)
- David Burns, attore e cantante statunitense (New York, n. 1902 - Filadelfia, † 1971)
- David Burt, attore e cantante inglese (Surrey, n. 1953)
- David Burtka, attore e cuoco statunitense (Dearborn, n. 1975)
- David Brandon, attore, scrittore e regista teatrale irlandese (Cork, n. 1951)

## C(18)
- David Call, attore statunitense (Issaquah, n. 1982)
- David Canary, attore statunitense (Elwood, n. 1938 - Wilton, † 2015)
- David Carroll, attore e cantante statunitense (Rockville Centre, n. 1950 - New York, † 1992)
- David Caruso, attore statunitense (Forest Hills, n. 1956)
- David Cassidy, attore, cantante e chitarrista statunitense (New York, n. 1950 - Fort Lauderdale, † 2017)
- David Castañeda, attore statunitense (Los Angeles, n. 1989)
- David Castro, attore statunitense (Long Island, n. 1996)
- David Chiang, attore, regista e produttore cinematografico cinese (Shanghai, n. 1947)
- David Chokachi, attore statunitense (Plymouth, n. 1968)
- David Clennon, attore statunitense (Waukegan, n. 1943)
- David Clover, attore statunitense (Minnesota, n. 1940 - Squaw Valley, † 2007)
- David Coco, attore italiano (Catania, n. 1970)
- David Conrad, attore statunitense (Pittsburgh, n. 1967)
- David Corenswet, attore statunitense (Filadelfia, n. 1993)
- David Costabile, attore statunitense (Washington, n. 1967)
- Dave Coulier, attore e comico statunitense (St. Clair Shores, n. 1959)
- David Cross, attore, comico e scrittore statunitense (Roswell, n. 1964)
- David Cubitt, attore britannico (Londra, n. 1965)

## D(11)
- David D'Ingeo, attore francese (Lione, n. 1968)
- David Dastmalchian, attore statunitense (Allentown, n. 1975)
- David Dawson, attore britannico (Widnes, n. 1982)
- David DeLuise, attore statunitense (Los Angeles, n. 1971)
- David Dencik, attore svedese (Stoccolma, n. 1974)
- David Denman, attore e musicista statunitense (New York, n. 1973)
- David Dixon, attore e sceneggiatore britannico (Derby, n. 1947)
- David Dorfman, attore statunitense (New York, n. 1993)
- David Doyle, attore statunitense (Lincoln, n. 1929 - Los Angeles, † 1997)
- David Duchovny, attore, regista e scrittore statunitense (New York, n. 1960)
- David Dukes, attore statunitense (San Francisco, n. 1945 - Lakewood, † 2000)

## E(3)
- David Eigenberg, attore statunitense (New York, n. 1964)
- David James Elliott, attore canadese (Milton, n. 1960)
- David Emge, attore statunitense (Evansville, n. 1946 - Evansville, † 2024)

## F(7)
- David Farrar, attore britannico (Londra, n. 1908 - KwaZulu-Natal, † 1995)
- David Faustino, attore statunitense (Los Angeles, n. 1974)
- David Firth, attore inglese (Bedford, n. 1945)
- David Dayan Fisher, attore e doppiatore britannico (Londra, n. 1967)
- Dave Foley, attore e doppiatore canadese (Toronto, n. 1963)
- David Charvet, attore e cantante francese (Lione, n. 1972)
- David Fynn, attore irlandese (Cork, n. 1982)

## G(14)
- David Gail, attore statunitense (Tampa, n. 1965 - Tampa, † 2024)
- David Gallagher, attore statunitense (New York, n. 1985)
- Graeme Garden, attore, comico e conduttore televisivo scozzese (Aberdeen, n. 1943)
- David Garfield, attore e montatore statunitense (Los Angeles, n. 1943 - Los Angeles, † 1994)
- David Garrison, attore statunitense (Long Branch, n. 1952)
- David Giuntoli, attore statunitense (Milwaukee, n. 1980)
- David Gooderson, attore britannico (Lahore, n. 1941)
- David Graf, attore statunitense (Zanesville, n. 1950 - Phoenix, † 2001)
- David Gramiccioli, attore, drammaturgo e giornalista italiano (Roma, n. 1969)
- David Marshall Grant, attore, sceneggiatore e produttore televisivo statunitense (Westport, n. 1955)
- David Alan Grier, attore e doppiatore statunitense (Detroit, n. 1955)
- David Groh, attore statunitense (Brooklyn, n. 1939 - Los Angeles, † 2008)
- David Gwillim, attore britannico (Plymouth, n. 1948)
- David Gyasi, attore britannico (Londra, n. 1980)

## H(24)
- David Haig, attore e cantante britannico (Aldershot, n. 1955)
- David Harbour, attore statunitense (New York, n. 1975)
- David Harewood, attore britannico (Birmingham, n. 1965)
- David Hasselhoff, attore, produttore televisivo e cantante statunitense (Baltimora, n. 1952)
- David Haubenstock, attore tedesco (Berlino, n. 1966 - Saint-Germain-en-Laye, † 1981)
- David Hayman, attore e regista britannico (Bridgeton, n. 1948)
- David Hayter, attore, doppiatore e sceneggiatore statunitense (Santa Monica, n. 1969)
- David Healy, attore statunitense (New York, n. 1929 - Londra, † 1995)
- David Hemblen, attore e doppiatore britannico (Londra, n. 1941 - Toronto, † 2020)
- David Hemmings, attore, regista e cantante britannico (Guildford, n. 1941 - Bucarest, † 2003)
- David Henrie, attore statunitense (Los Angeles, n. 1989)
- David Herman, attore, comico e doppiatore statunitense (New York, n. 1967)
- David Hess, attore e cantautore statunitense (New York, n. 1936 - Tiburon, † 2011)
- David Hewlett, attore e scrittore britannico (Redhill, n. 1968)
- David Anthony Higgins, attore statunitense (Des Moines, n. 1961)
- David Julian Hirsh, attore canadese (Montréal, n. 1973)
- David Hoflin, attore svedese (Stoccolma, n. 1979)
- David Holmes, attore e stuntman britannico (Londra, n. 1983)
- David Hornsby, attore e sceneggiatore statunitense (Newport News, n. 1975)
- David Horovitch, attore e regista britannico (Londra, n. 1945)
- David Huddleston, attore statunitense (Vinton, n. 1930 - Santa Fe, † 2016)
- David Huffman, attore statunitense (Berwyn, n. 1945 - San Diego, † 1985)
- David Huynh, attore canadese (Vancouver, n. 1983)
- David Hürten, attore tedesco (Colonia, n. 1995)

## I(2)
- David Iacono, attore statunitense (New York, n. 2002)
- David Itō, attore, comico e doppiatore giapponese (Saitama, n. 1966)

## J(5)
- David Janssen, attore statunitense (Naponee, n. 1931 - Malibù, † 1980)
- David Jason, attore, comico e doppiatore britannico (Londra, n. 1940)
- David Jensen, attore statunitense (Pinckneyville, n. 1952)
- Mervyn Johns, attore britannico (Pembroke, n. 1899 - Londra, † 1992)
- David Jonsson, attore britannico (Londra, n. 1993)

## K(11)
- Danny Kaye, attore, cantante e ballerino statunitense (New York, n. 1913 - Los Angeles, † 1987)
- David Keith, attore e regista statunitense (Knoxville, n. 1954)
- David Kelly, attore irlandese (Dublino, n. 1929 - Dublino, † 2012)
- David Patrick Kelly, attore e musicista statunitense (Detroit, n. 1951)
- David Kernan, attore britannico (Londra, n. 1938 - † 2023)
- David King-Wood, attore britannico (n. 1913 - † 2003)
- David Koechner, attore, comico e musicista statunitense (Tipton, n. 1962)
- David Kramer, attore, regista e sceneggiatore tedesco (Halle, n. 1978)
- David Kriegel, attore statunitense (New York, n. 1969)
- David Kross, attore tedesco (Henstedt-Ulzburg, n. 1990)
- David Krumholtz, attore statunitense (New York, n. 1978)

## L(12)
- David La Haye, attore canadese (Montréal, n. 1966)
- David Lambert, attore statunitense (Baton Rouge, n. 1993)
- David Landau, attore statunitense (Filadelfia, n. 1879 - Hollywood, † 1935)
- David Lander, attore e doppiatore statunitense (Brooklyn, n. 1947 - Los Angeles, † 2020)
- David Lascher, attore statunitense (Scarsdale, n. 1972)
- Jude Law, attore britannico (Londra, n. 1972)
- Dave Legeno, attore britannico (Londra, n. 1963 - Zabriskie Point, † 2014)
- David Lewis, attore canadese (Vancouver, n. 1976)
- Hank Mann, attore statunitense (New York, n. 1887 - South Pasadena, † 1971)
- Eric Lloyd, attore statunitense (Glendale, n. 1986)
- David Lodge, attore e circense britannico (Rochester, n. 1921 - Northwood, † 2003)
- David Lyons, attore australiano (Melbourne, n. 1976)

## M(18)
- Matthew Macfadyen, attore britannico (Great Yarmouth, n. 1974)
- David Manners, attore e scrittore canadese (Halifax, n. 1901 - Santa Barbara, † 1998)
- David Marciano, attore statunitense (Newark, n. 1960)
- David Margulies, attore statunitense (Brooklyn, n. 1937 - Manhattan, † 2016)
- David Markham, attore britannico (Wick, n. 1913 - Hartfield, † 1983)
- David Mazouz, attore statunitense (Los Angeles, n. 2001)
- David McCallum, attore e cantante britannico (Glasgow, n. 1933 - New York, † 2023)
- David Mendenhall, attore e doppiatore statunitense (Oceanside, n. 1971)
- David Meunier, attore statunitense (Woodburn, n. 1973)
- David Miles, attore e regista statunitense (Milford, n. 1871 - New York, † 1915)
- David C. Montgomery, attore e ballerino statunitense (Saint Joseph, n. 1870 - Chicago, † 1917)
- David Morris, attore britannico (Folkestone, n. 1924 - Watford, † 2007)
- David Morrissey, attore, regista e produttore cinematografico inglese (Liverpool, n. 1964)
- David Morse, attore statunitense (Hamilton, n. 1953)
- David Moscow, attore e produttore cinematografico statunitense (New York City, n. 1974)
- David Murgia, attore belga (Verviers, n. 1988)
- David Venancio Muro, attore spagnolo (Madrid, n. 1966)
- David Tennant, attore scozzese (Bathgate, n. 1971)

## N(1)
- David Naughton, attore e cantante statunitense (Hartford, n. 1951)

## O(8)
- David O'Hara, attore britannico (Glasgow, n. 1965)
- David Oakes, attore britannico (Fordingbridge, n. 1983)
- David Ogden Stiers, attore, doppiatore e musicista statunitense (Peoria, n. 1942 - Newport, † 2018)
- David Oliver, attore statunitense (Concord, n. 1962 - Los Angeles, † 1992)
- David Opatoshu, attore e sceneggiatore statunitense (New York, n. 1918 - Los Angeles, † 1996)
- David Ossman, attore statunitense (Santa Monica, n. 1936)
- David Ostrosky, attore messicano (Città del Messico, n. 1956 - Città del Messico, † 2023)
- David Oyelowo, attore e produttore cinematografico britannico (Oxford, n. 1976)

## P(13)
- David Paetkau, attore canadese (Vancouver, n. 1978)
- David Paryla, attore austriaco (Monaco di Baviera, n. 1980)
- David Pasquesi, attore e comico statunitense (Chicago, n. 1960)
- David Paul, attore statunitense (Hartford, n. 1957 - † 2020)
- David Paymer, attore e regista statunitense (New York City, n. 1954)
- David Peel, attore inglese (Londra, n. 1920 - Londra, † 1981)
- David Hyde Pierce, attore e doppiatore statunitense (Saratoga Springs, n. 1959)
- David Pittu, attore statunitense (Fairfield, n. 1967)
- David Porter, attore e regista statunitense
- David Powell, attore scozzese (Glasgow, n. 1883 - New York, † 1925)
- Lawrence Pressman, attore statunitense (Cynthiana, n. 1939)
- David Proval, attore statunitense (New York, n. 1942)
- David Prowse, attore, culturista e sollevatore britannico (Bristol, n. 1935 - Londra, † 2020)

## R(13)
- David Ramsey, attore statunitense (Detroit, n. 1971)
- David Rappaport, attore inglese (Londra, n. 1951 - Los Angeles, † 1990)
- David Rasche, attore statunitense (Saint Louis, n. 1944)
- Blair Redford, attore statunitense (Atlanta, n. 1983)
- David Reivers, attore statunitense (Kingston, n. 1958)
- David Robb, attore britannico (Londra, n. 1947)
- Tony Roberts, attore statunitense (New York, n. 1939 - New York, † 2025)
- David Rodriguez, attore e poeta statunitense (Houston, n. 1952 - † 2015)
- David Clayton Rogers, attore statunitense (Atlanta, n. 1977)
- David Rott, attore tedesco (Leverkusen, n. 1977)
- David Rounds, attore statunitense (New York, n. 1933 - Contea di Ulster, † 1983)
- David Ryall, attore inglese (Shoreham-by-Sea, n. 1935 - Londra, † 2014)
- Mark Rylance, attore, drammaturgo e direttore artistico britannico (Ashford, n. 1960)

## S(22)
- David Schlachtenhaufen, attore statunitense (Des Moines, n. 1984)
- David Schofield, attore britannico (Manchester, n. 1951)
- David Schramm, attore statunitense (Louisville, n. 1946 - New York, † 2020)
- David Schwimmer, attore, regista e produttore cinematografico statunitense (New York, n. 1966)
- Paul Scofield, attore britannico (Birmingham, n. 1922 - Brighton, † 2008)
- David Sebasti, attore argentino (Buenos Aires, n. 1968)
- David Selby, attore statunitense (Morgantown, n. 1941)
- David Shannon, attore e cantante britannico (Bishop's Stortford, n. 1972)
- David Sheiner, attore statunitense (New York, n. 1928)
- Dave Sheridan, attore, sceneggiatore e musicista statunitense (Newark, n. 1969)
- David Shumbris, attore e stuntman statunitense (Goshen, n. 1972)
- David Lee Smith, attore statunitense (Birmingham, n. 1963)
- David Rees Snell, attore statunitense (Wichita, n. 1966)
- David Solans, attore spagnolo (Vilassar de Mar, n. 1996)
- David Soul, attore e cantautore statunitense (Chicago, n. 1943 - Londra, † 2024)
- David Stakston, attore norvegese (Raleigh, n. 1999)
- David Steen, attore e scrittore statunitense (Memphis, n. 1954)
- David Stollery, attore e designer statunitense (Los Angeles, n. 1941)
- David Strathairn, attore statunitense (San Francisco, n. 1949)
- David Strickland, attore statunitense (Glen Cove, n. 1969 - Las Vegas, † 1999)
- David Suchet, attore britannico (Londra, n. 1946)
- David Sutcliffe, attore canadese (Saskatoon, n. 1969)

## T(12)
- Thayer David, attore statunitense (Medford, n. 1927 - New York, † 1978)
- David Thewlis, attore britannico (Blackpool, n. 1963)
- David Thompson, attore statunitense (New York, n. 1884 - Hollywood, † 1957)
- David Thornton, attore statunitense (Cheraw, n. 1953)
- David Howard Thornton, attore statunitense (Huntsville, n. 1979)
- David Threlfall, attore britannico (Burnage, n. 1953)
- David Tomlinson, attore britannico (Henley-on-Thames, n. 1917 - Londra, † 2000)
- David Benjamin Tomlinson, attore canadese
- David Torrence, attore scozzese (Edimburgo, n. 1864 - Los Angeles, † 1951)
- David Tournay, attore francese (Parigi, n. 1983)
- David Tree, attore britannico (Londra, n. 1915 - Welwyn Garden City, † 2009)
- David Zed, attore, cantante e regista statunitense (Indianapolis, n. 1960)

## U(1)
- David Ury, attore e youtuber statunitense (Sonoma, n. 1973)

## V(2)
- David Valcin, attore statunitense (Staten Island, n. 1964)
- David Verdaguer, attore e comico spagnolo (Malgrat de Mar, n. 1983)

## W(15)
- Dave Chappelle, attore, sceneggiatore e comico statunitense (Washington, n. 1973)
- David Wain, attore, regista e sceneggiatore statunitense (Shaker Heights, n. 1969)
- David Wall, attore, produttore cinematografico e regista statunitense
- David Wall, attore canadese (Cobourg, n. 1870 - New York, † 1938)
- David Walliams, attore, comico e scrittore britannico (Londra, n. 1971)
- David Warbeck, attore neozelandese (Christchurch, n. 1941 - Londra, † 1997)
- David Warner, attore britannico (Manchester, n. 1941 - Londra, † 2022)
- David Warrilow, attore britannico (Stone, n. 1934 - Parigi, † 1995)
- David Warshofsky, attore statunitense (San Francisco, n. 1961)
- David Wenham, attore australiano (Sydney, n. 1965)
- David White, attore statunitense (Denver, n. 1916 - Los Angeles, † 1990)
- David A.R. White, attore, sceneggiatore e produttore cinematografico statunitense (Dodge City, n. 1970)
- David Wilmot, attore irlandese (Dublino)
- David Winters, attore, ballerino e coreografo britannico (Londra, n. 1939 - Fort Lauderdale, † 2019)
- D. B. Woodside, attore statunitense (New York, n. 1969)

## Y(1)
- David Yost, attore statunitense (Council Bluffs, n. 1969)

## Z(2)
- David Zayas, attore portoricano (Ponce, n. 1962)
- David Zepeda, attore messicano (Nogales, n. 1973)